# Cattura e sequestro del carbonio
In ingegneria industriale la cattura e sequestro (o stoccaggio) del diossido di carbonio (spesso indicato anche con l'acronimo CCS, derivato dal termine inglese Carbon Capture and Storage - o Sequestration) in scienze ambientali è un processo di confinamento geologico dell'anidride carbonica (CO2) prodotta da grandi impianti di combustione; una tecnologia che sta entrando a far parte del mix di strategie disponibili per far fronte alla crescente concentrazione in atmosfera di CO2 di origine antropica, un gas ad effetto serra che concorre all'attuale riscaldamento del globo.

## Descrizione

### Tipologie di cattura

Tipologie di cattura

Esistono sostanzialmente tre diverse tipologie di sistemi di cattura della CO2 a livello industriale:
1. Post-combustione: la CO2 può essere catturata dai fumi di combustione esausti venendo assorbita in un solvente chimico adatto. La CO2 viene poi separata dal solvente e compressa per poter essere trasportata e stoccata. Altri metodi di separazione post-combustione sono per filtrazione tramite membrana ad alta pressione o separazione criogenica.
2. Pre-combustione: il combustibile viene convertito prima della combustione in una mistura di idrogeno e anidride carbonica usando un processo chiamato gassificazione. L'anidride carbonica può essere poi trasportata e stoccata, mentre l'idrogeno, miscelato con l'aria, può essere usato come combustibile per la produzione di elettricità e, potenzialmente, per alimentare vetture ad idrogeno. Un tipico esempio di questo processo è un impianto a ciclo combinato a gassificazione integrata (dall'inglese Integrated Gasification Combined Cycles - IGCC) nel quale il carbone viene trasformato in gas di sintesi prima della combustione. La sorption enhanced water gas shift (SEWGS) è una tecnologia per la cattura dell'anidride carbonica in pre-combustione che combina la cattura della CO2 attraverso un processo di adsorbimento con la reazione di water gas shift, producendo un flusso di idrogeno ad alta pressione a partire dal gas di sintesi.[2]
3. Ossicombustione o combustione in ossigeno: questo processo prevede l'utilizzo di ossigeno puro, o aria altamente arricchita, in camera di combustione. Questo tipo di combustione produce principalmente vapore e anidride carbonica concentrata, più semplice da trattare e inviare allo stoccaggio.

A questi si affiancano sistemi di cattura e sequestro dell'anidride carbonica presente in ambiente, note come Carbon Dioxide Removal (CDR):
1. Rimboschimento per creare dei serbatoi di carbonio, che eventualmente possono andare ad essere utilizzati per generare biocombustibili sui quali applicare le precedenti tecniche di sequestro in una configurazione nota come Bioenergia con cattura e stoccaggio del carbonio (BECCS).
2. Cattura atmosferica (Direct Air Capture, DAC) tramite filtrazione o processi di lavaggio dell'aria con appositi solventi.
3. Sequestro nei suoli aumentando, con idonee tecniche agronomiche e colturali, il contenuto in composti organici nella rizosfera.

Il diossido di carbonio può essere convertito anche in etilene puro (nella proporzione di 6 tonnellate di CO2 per 1 di etilene), ottenendo ossigeno e combustibili a base di carbonio come sottoprodotti di reazione.

### Trasporto e stoccaggio
La CO2 catturata in uno dei precedenti modi può essere trasportata, solitamente allo stato liquido, con diversi vettori - appositi camion cisterna, navi serbatoio o tubazioni, ed iniettata in un adeguato sito di confinamento, ovvero una trappola geologica che possa contenere tale gas per un periodo di tempo dell'ordine delle centinaia di anni. Di solito il sito geologico identificato come adatto allo stoccaggio è o un vecchio giacimento di idrocarburi ormai esaurito o una formazione porosa e permeabile, saturata con acqua salata e detta acquifero.

### Recupero forzato di idrocarburi (Enhanced Hydrocarbon Recovery)
L'anidride carbonica catturata con i procedimenti sopra descritti può anche essere usata per il recupero assistito di quantità di idrocarburi che altrimenti non potrebbero essere recuperate. La CO2 viene iniettata in un giacimento petrolifero (al posto di acqua o gas naturale) ripressurizzando il giacimento permettendo agli idrocarburi di risalire in superficie rimanendo, al contempo, intrappolata nel giacimento. Questa applicazione è stata una delle prime ad essere usata in Norvegia nei campi petroliferi del Mare del Nord.
Sempre nel campo dello sfruttamento dei combustibili fossili la CO2 può essere iniettata in un giacimento di tipo Coal Bed Methan (CBM), ove le sue molecole sono assorbite dal carbone spiazzando le molecole di metano, permettendo in tal modo un recupero maggiore del metano liberato dal carbone, questa tecnica è chiamata Enhanced Coal Bed Methan (ECBM).

### Problematiche
I rischi connessi alla possibilità offerta dalla tecnologia di confinamento della CO2 sono principalmente di due ordini:
1. il rilascio imprevisto di massicci quantitativi di CO2 in seguito ad eventi geologici o altre modificazioni delle strutture di contenimento;
2. una graduale e silente fuoriuscita in atmosfera prolungata nel tempo.

Nel primo caso, incomberebbe il pericolo di asfissia da eccesso di CO2 su tutti gli organismi insediati in prossimità della perdita (l'episodio avvenuto nel 1986 presso il Lago Nyos, in Camerun, uccise circa 1700 persone); nella seconda ipotesi, sarebbe vanificato l'obiettivo stesso del sistema in questione.

Il caso del Lago Nyos, tuttavia, costituisce un evento del tutto naturale. Tale lago, di origine vulcanica, sito nei pressi del vulcano inattivo Monte Oku, sorge al di sopra di una sacca di biossido di carbonio formatasi per degassamento magmatico. A seguito della permeabilità da porosità, relativamente elevata, dei corpi rocciosi, un enorme quantitativo di CO2 degassificata dal magma sotterraneo è risalito violentemente in superficie attraverso un'eruzione di tipo limnico; la CO2, in virtù della densità caratteristica, tende a permanere a livello del suolo, e ha così causato la morte per asfissia (cioè per mancanza di ossigeno) delle forme di vita animale nei pressi del lago tra cui 3500 capi di bestiame oltre a circa 1700 persone. Eventi simili si sono verificati nei pressi del lago Monoun (a 100 km circa dal lago Nyos) e del lago Kivu (Ruanda).
Il Gruppo intergovernativo sul cambiamento climatico (IPCC), suffragato anche dalle attuali applicazioni di confinamento della CO2, ritiene che le profondità geologiche previste per i futuri siti in progetto, accuratamente selezionati, rendano molto improbabile la possibilità di insuccesso. Si parla del 99% della CO2 trattenuta nel deposito nei primi 1000 anni. Rimane comunque attualmente dibattuta la capacità di questo sistema di trattenere la CO2 per tempi lunghissimi.
Inoltre, si discute del CCS come contrario ai principi di un'economia circolare, che è uno degli obiettivi centrali del Green Deal europeo.

#### Delocalizzazione delle emissioni di CO2
Le politiche di contenimento delle emissioni di carbonio attuate in alcuni paesi possono incoraggiare il trasferimento di settori produttivi verso paesi esteri dove non vi sono restrizioni analoghe .

### Situazione attuale
Impianti che usano tecnologie CCS su larga scala commerciale:
- Sleipner: nel Mare del Nord, al largo delle coste occidentali della Norvegia. Progetto di StatoilHydro che consiste nel depurare il gas naturale dalla grande quantità di CO2 presente e che, una volta separata, viene iniettata in un giacimento esausto[9].
- In Salah: nel Sahara algerino, progetto BP-Sonatrach-StatoilHydro per la separazione della CO2 dal gas estratto e la successiva iniezione in un giacimento esausto[10].
- Weyburn: nella zona del Saskatchewan in Canada, è un progetto che comprende molti partner e che vede l'uso della CO2 per il recupero forzato di idrocarburi[11].
- Snøhvit: nel Mare di Barents, a nord delle coste norvegesi. Anche questo progetto è della StatoilHydro ed è collegato al ciclo del GNL dell'impianto di liquefazione di Hammerfest, dove la CO2 viene separata dal gas naturale prima che quest'ultimo venga trasformato in GNL[12].
- Mongstad: È stato inaugurato l'8 maggio 2012, in Norvegia, nella cittadina di Mongstad, quello che portavoce ufficiali norvegesi non esitano a definire il più grande impianto sperimentale mai realizzato al mondo per la cattura e il sequestro delle CO2 industriale. La centrale, che fungerà da vero e proprio laboratorio di CCS, è situata accanto ad una raffineria di petrolio sulla costa norvegese occidentale ed è stata finanziata dal governo centrale con 5,8 milioni di corone, circa 770 mila euro. Il Technology Centre Mongstad, questo il nome dello speciale laboratorio, avrà il compito di testare due differenti metodologie di CCS brevettate, rispettivamente, dalla società francese Alstom e dalla norvegese Aker Solutions, una basata sulla ammina e l'altra sull'utilizzo di solvente all'ammoniaca refrigerata. L'impianto dispone di due sistemi di cattura del carbonio, con una capacità combinata di processare ben 100.000 tonnellate di anidride carbonica l'anno. Un valore considerevole che rende sì la centrale una struttura da record dei primati, ma che impallidisce se rapportato alle quantità di biossido di carbonio emesse dalla raffineria annualmente: quasi dieci volte la capacità di sequestro del Technology Centre Mongstad. Si veda anche l'articolo della BBC Norway aims for carbon leadership in proposito.

La vera sfida della CCS passa non tanto attraverso lo sviluppo di nuove tecnologie - visto che nei tre diversi settori queste tecnologie sono già operative da tempo - quanto nel combinare in modo efficiente ed economicamente sostenibile l'intera filiera dell'anidride carbonica. L'affermarsi di questa nuova tecnologia a livello commerciale sarà il risultato di un processo che vedrà le seguenti fasi: 
- Fase di sviluppo: è attualmente in corso e prevede lo studio e la sperimentazione delle diverse tecnologie grazie ad una serie di numerosi progetti pilota esistenti su scala mondiale.
- Fase dimostrativa: è la fase durante la quale vengono costruiti degli impianti dimostrativi (più grandi, quindi, dei progetti pilota) capaci di testare in modo integrato la validità delle diverse tecnologie individuate nella fase di sviluppo. Durante il summit dell'Aquila del luglio 2009 i Paesi del G8 hanno ribadito la raccomandazione, espressa già a partire dal 2007, che al 2010 vengano costruiti almeno 20 impianti di questo tipo[14]. L'Unione europea gioca da capofila in questa fase avendo deciso, nel quadro del Pacchetto clima-energia approvato nel 2009, di usare una parte delle quote della Riserva Nuovi Entranti (conosciuta con l'acronimo inglese NER, New Entrant Reserve) nel quadro del mercato delle emissioni (Emission Trading System, ETS), per finanziare fino a 12 progetti dimostrativi che esplorino le diverse tecnologie CCS. La cifra stanziata dovrebbe essere di circa 7 miliardi di euro[15]. La UE, inoltre, ha stabilito che nel quadro del "Programma di sostegno alla ripresa economica tramite la concessione di un sostegno finanziario comunitario a favore di progetti nel settore dell'energia", conosciuto con l'acronimo inglese di EEPR (European Energy Programme for Recovery) 13 progetti CCS riceveranno nei prossimi due anni un finanziamento complessivo di 1,05 miliardi di euro[16].
- Fase commerciale: partirà dopo che la viabilità tecnologica ed economica della CCS sarà dimostrata con la fase precedente. Nel caso di successo, è probabile che dal 2020 tutte le attività industriali ad alta emissione di carbonio di nuova costruzione dovranno avere un impianto CCS (si veda l'impegno in questo senso già annunciato dal governo inglese[17]).

## Controversie
Nel variegato panorama di soluzioni proposte, sono emerse per alcune di queste incongruenze di risultati in quanto più produttrici di CO2 di quello sequestrato, inoltre è stato evidenziato come le iniziative vengono finanziate con investimenti pubblici ma attuate in imprese economiche private.